# 178-й судоремонтный завод
OAO «178 ордена Трудового Красного Знамени судоремонтный завод» — бывшее российское судоремонтное предприятие, находившееся в городе Владивосток на северном побережье бухты Золотой Рог. Компания производила комплексный ремонт кораблей и судов всех типов (корпусная, механическая, электротехническая, радиотехническая части) и доковые работы на судах водоизмещением до 7500 тонн. С 2012 года предприятие вошло в состав АО «Центр судоремонта „Дальзавод“».

## История

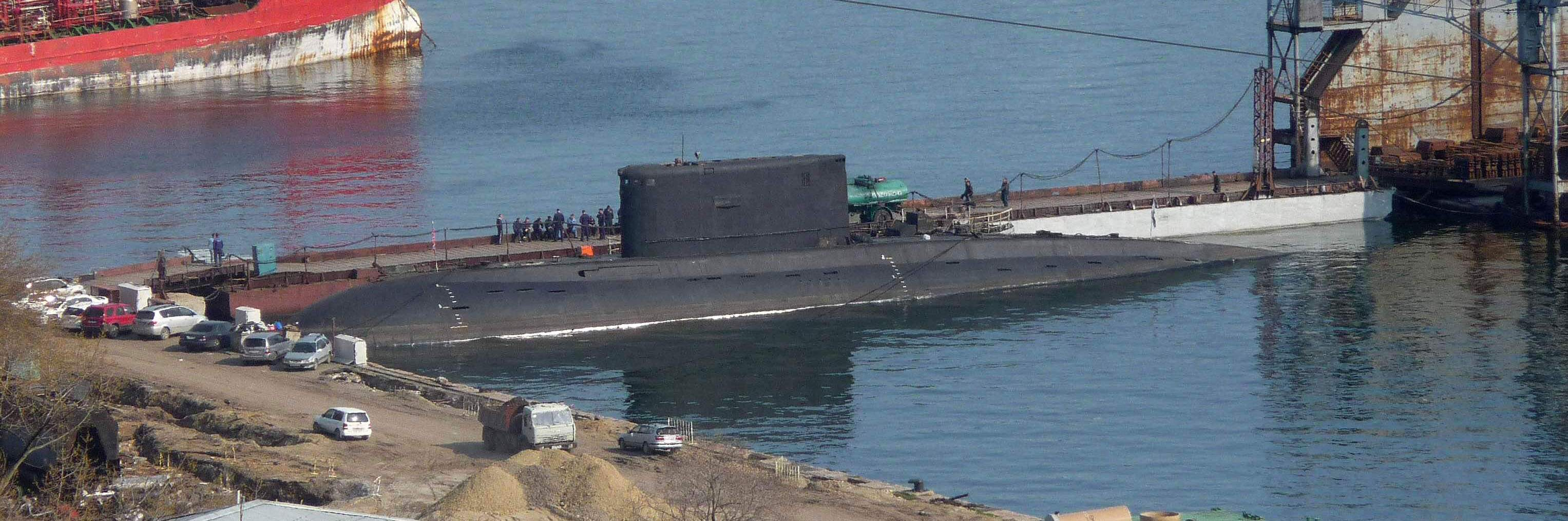
Подводная лодка на территории 178-го СРЗ

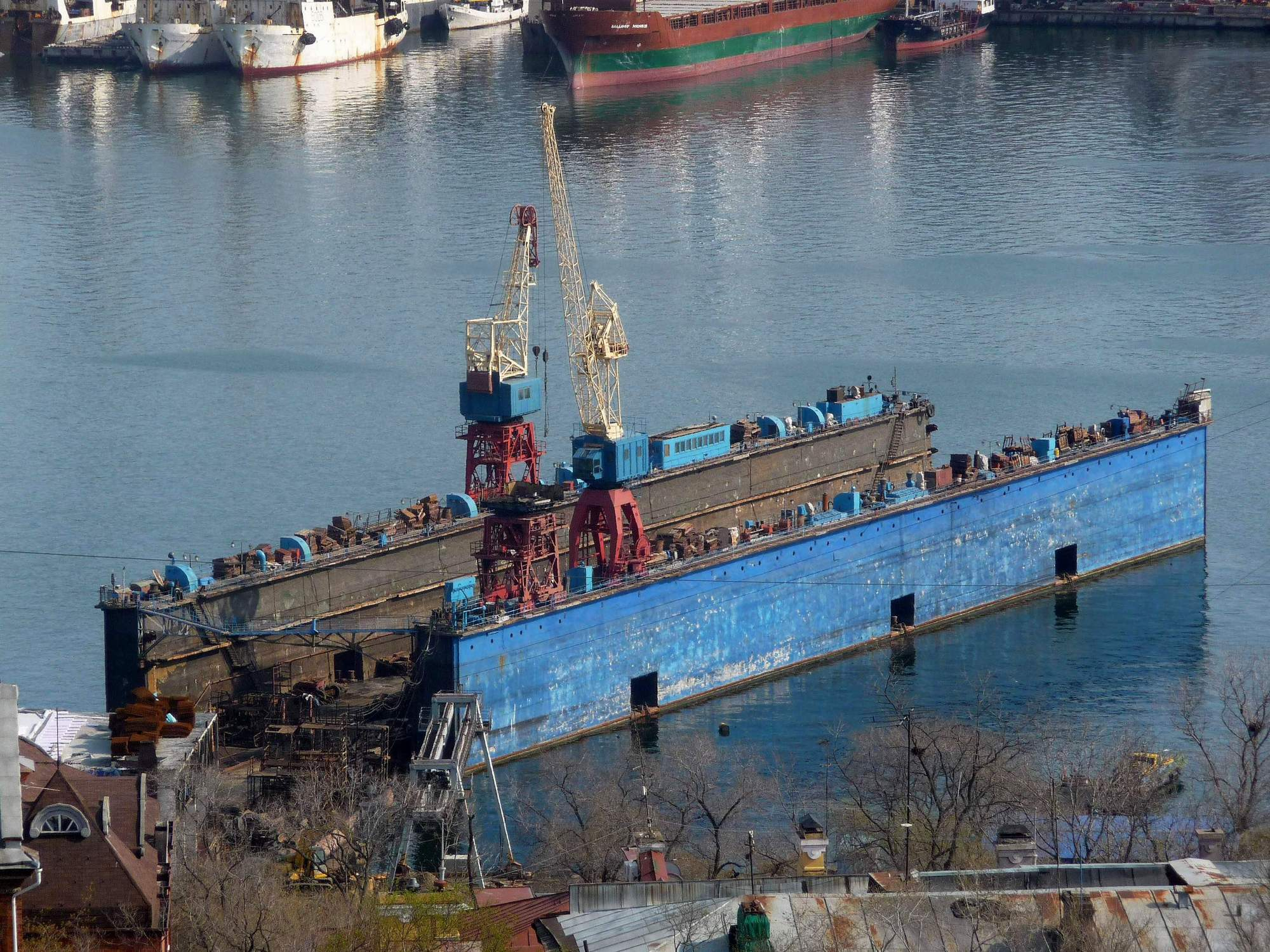
Плавучий док

В 1887 году для обеспечения ремонта и поддержания боевой готовности кораблей на территории Военного порта Владивостока (нынешняя территория 178-го СРЗ) началось строительство артиллерийских и минно-торпедных мастерских, которые в дальнейшем были известны как Механический завод. Эти работы были закончены в 1905–1910 годах. В 1919 году механический завод разделился на две части: «Дальзавод» и мастерские «Совторгфлота». В 1932 году после принятия решения о создании Морских сил Дальнего Востока (МСДВ) мастерские «Совторгфлота» были переданы военному порту МСДВ и переименованы в мастерские Главного Военного порта. В 1949 году они получили своё нынешнее название — завод № 178.
В 2012 году было решено объединить мощности 178-го судоремонтного завода и Дальзавода с образованием ОАО «Центр судоремонта «Дальзавод». Центр специализируется на ремонте надводных кораблей и подводных лодок. В рамках модернизации проведена реконструкция сухого дока, создан центр ремонта подводных лодок типа «Варшавянка», построена ремонтная набережная для универсальных десантных кораблей типа «Мистраль». Предусмотрено строительство эллинга и синхролифта грузоподъёмностью 5000 тонн, ввод в эксплуатацию плавучего дока грузоподъёмностью 35 600 тонн, возведение над сухим доком № 1 укрытия для круглогодичной эксплуатации. Программа реконструкции рассчитана на 15 лет (2012–2027 годы), объём капиталовложений в первые 5 лет составит 13 млрд. рублей.
Часть территории бывшего «178 СРЗ» подвергнется рекультивации в рамках проекта «Редевелопмент берегового фасада бухты Золотой Рог», находящиеся на этой территории производственные мощности будут перенесены на территорию бывшего ОАО «Дальзавод». Вдоль побережья бухты будут возведены торговые центры, пивной ресторан, гостиница и СПА-центры. Территория от сухого дока имени Цесаревича Николая до КПП бывшего Дальзавода будет разделена на общественно-рекреационную, торговую и офисно-жилую зоны.